# Robert Kotei
Robert Kotei (Robert Ebenezer Abossey Kotei; * 15. Juli 1935; † 26. Juni 1979 in Accra) war ein ghanaischer Hochspringer, Soldat und Politiker.
1958 gewann er Bronze bei den British Empire and Commonwealth Games in Cardiff, und 1960 wurde er Zehnter bei den Olympischen Spielen in Rom.
1960 wurde er mit seiner persönlichen Bestleistung von 2,08 m englischer Meister.
Er gehörte dem Supreme Military Council an, der von 1975 bis 1979 als Junta regierte, zunächst als Kommissar für Information, später als Kommandeur der Landstreitkräfte des Militärs von Ghana im Rang eines Generalmajors.
Nach dem Putsch des Revolutionsrats der Streitkräfte unter Jerry Rawlings wurde er 1979 von einem Erschießungskommando hingerichtet.
2001 wurde seine Leiche exhumiert und mit militärischen Ehren neu bestattet.